# マリーエ・ハムスン
マリーエ・ハムスン（ノルウェー語: Marie Hamsun, 1881年11月9日 - 1969年8月4日）はノルウェーの女流児童文学作家。

## 人物
- ヘードマルク県エルベルム（英語版）出身。教師・舞台女優を経て1909年に小説「大地の産物」で後の1920年にノーベル文学賞を受賞するクヌート・ハムスンと結婚。その後農場で暮らす。洗練された都市文化を否定、自ら原始的な農民生活を送った。
- 自分の子供たちをモデルに、4人の兄弟姉妹を描き、8年に渡って書いた「村のこどもたち」（1932年）を刊行した。
- 「小さい牛追い」と「牛追いの冬」は、共に石井桃子の翻訳により「小さい牛追い」を1950年に、「牛追いの冬」を1951年に、ともに岩波書店の「岩波少年文庫」にて刊行した[1]。